# ملعب أوي للهوكي
ملعب أوي للهوكي (اليابانية:大 井 ホ ッ ケ ー 競技場، Ōi hokkē kyōgijō) هو ملعب للهوكي في العاصمة اليابانية طوكيو.
سيتم بناء الملعب لدورة الألعاب الأولمبية الصيفية 2020. ستقام مباريات بطولتي الهوكي هنا. بعد الدورة سيتم استخدامه كملعب متعدد الأغراض.
يقع الملعب في أوي بيير سنترال سيسايد بارك ( Oi Pier Central Seaside Park ) على الحدود بين حي ياشيو في منطقة شيناجاوا و حي توكاي في منطقة أوتا. بدأ البناء في يناير 2018 واكتمل في يونيو 2019. تقع الساحة الرئيسية للملعب في شيناجاوا ، هو المركز الرياضي الثاني الذي يضم 5000 متفرج خلال الألعاب الأولمبية في منطقة أوتا.
كانت مدينة أوي تقع في مقاطعة إيبارا ، قبل ان تدمج بطوكيو عام 1932 ؛ تقع الحديقة والملعب في المنطقة الساحلية / الجديدة أمام المدينة السابقة.